# Holywood
Holywood (irl. Ard Mhic Nasca) – miasto w Wielkiej Brytanii (Irlandia Północna; w Hrabstwie Down). Według danych ze spisu ludności w 2011 roku liczyło 11 257 mieszkańców – 5515 mężczyzn i 5742 kobiety.